# SN 2007uv
SN 2007uv – supernowa typu Ia odkryta 12 grudnia 2007 roku w galaktyce A011443+0054. Jej jasność pozostaje nieznana.